# 横山镇 (重庆市)
横山镇，是中华人民共和国重庆市綦江区下辖的一个乡镇级行政单位。

## 行政区划
横山镇下辖以下地区：
回新社区、回龙村、新寨村、堰坝村、新荣村、天台村和大坪村。